# Cenoargentotetraedrita-(Zn)
La cenoargentotetraedrita-(Zn) és un mineral de la classe dels sulfurs que pertany al subgrup de la freibergita.

## Característiques
La cenoargentotetraedrita-(Zn) és una sulfosal de fórmula química [Ag₆]⁴⁺(Cu₄Zn₂)Sb₄S₁₂◻. Va ser aprovada com a espècie vàlida per l'Associació Mineralògica Internacional l'any 2021 i publicada en el mes de maig de 2024. Cristal·litza en el sistema isomètric.
L'exemplar que va servir per a determinar l'espècie, el que es coneix com a material tipus, es troba conservat a la col·lecció mineralògica del Museu Geològic de la Xina, a Beijing (República Popular de la Xina), amb el número de catàleg: m16112.

## Formació i jaciments
Va ser descoberta a la mina Yindongpo, al Comtat de Tongbai (Henan, República Popular de la Xina). També ha estat descrita al dipòsit d'or de Vorontsovskoe, a Tur'insk (Óblast de Sverdlovsk, Rússia). Aquests dos indrets són els únics de tot el planeta on ha estat descrita aquesta espècie mineral.